# Urh
Urh – wieś w Słowenii, w gminie Slovenska Bistrica. W 2018 roku liczyła 73 mieszkańców.